# Chicxulub Puerto
Pour l’article homonyme, voir Chicxulub.
Chicxulub, dont le nom officiel est Chicxulub Puerto, est une ville côtière du Mexique, située au nord de la péninsule du Yucatán, dans l'État du même nom. Elle est notamment connue pour son cratère d'impact et pour la météorite qui, d'après la théorie majoritairement admise, aurait amorcé l'extinction des dinosaures.

## Étymologie
L'une des traductions possible de Chicxulub signifierait en langage maya : « la queue du diable ».
Cela dit, ch’ic désigne aussi dans cette même langue "puces" et "tiques" et xulub’ "diable, démon et cornes".